# Ros bratel
Ros bratel je tradicionalno jelo alžirskih Jevreja. Pravi se od žitarica, boba, maslinovog ulja i začina poput korijandera. Ros Bratel je sličan kus-kusu i obično se služi na Šabat. Danas je popularan među izraelskom i francuskom jevrejskom zajednicom.

## Poreklo
Ros bratel je nastao pre nekoliko hiljada godina među članovima alžirske jevrejske zajednice koji su boravili u Konstantinu u Alžiru sve do njihovog proterivanja 1960-ih.